# Нііло Мяенпяя
Нііло Мяенпяя (фін. Niilo Mäenpää, нар. 14 січня 1998, Гямеенлінна, Фінляндія) — фінський футболіст, півзахисник польського клубу «Варта».

## Клубна кар'єра
Нііло Мяенпяя народився у місті Гямеенлінна і грати у футбол почав у місцевому клубі нижчого дивізіону. У січні 2015 року він перейшов до клубу «Хака» і у травні того року дебютував у Вищому дивізіоні чемпіонату Фінляндії.
В кінці сезону 2017 року Мяенпяя приєднався до клубу «Інтер» з Турку. Свій перший матч у новій команді Нііло провів у квітні 2018 року. Разом з «Інтером» Мяенпяя виграв національний кубок Фінляндії. Ще два сезони футболіст провів у клубі «Марієгамн».
У грудні 2021 року стало відомо, що Мяенпяя уклав угоду з польським клубом з Познані «Варта». Контракт вступив в дію 1 січня 2022 року і розрахований на два з половиною роки.

## Збірна
З 2014 року Нііло Мяенпяя грав за юнацькі та молодіжну збірні Фінляндії.

## Особисте життя
Нііло має брата-близнюка Аапо Мяенпяя, який також є професійним футболістом. Брати разом починали грати  у складі «Хямеенлінна» та «Хака». Пізніше вони знову грали разом у клубі «Марієгамн».

## Досягнення
Інтер (Турку)
 Переможець Кубка Фінляндії: 2017/18